# 名古屋市立則武小学校
名古屋市立則武小学校（なごやしりつ のりたけしょうがっこう）は、かつて名古屋市中村区松原町にあった公立小学校。2002年の名古屋市立ほのか小学校設立に伴い、廃校となっている。

## 沿革
- 1873年（明治6年） - 覚円寺において義校が設置される[1]。
- 1874年（明治7年） - 第2大区第14区第28番中島学校となる[1]。
- 1879年（明治12年） - 則武学校と改称[1]。
- 1889年（明治22年） - 尋常小学校日比津学校と改称[1]。
- 1892年（明治25年） - 小学校令により、鷹場尋常小学校となる[1]。
- 1906年（明治39年） - 中村尋常小学校となる[1]。
- 1908年（明治41年） - 中村尋常小学校が東西に分割され、中村東部尋常小学校となる[1]。
- 1921年（大正10年） - 愛知郡中村の名古屋市編入に伴い、名古屋市則武尋常小学校となる[1]。
- 1924年（大正13年） - 江西小学校が分離[1]。
- 1926年（大正15年） - 名古屋市則武尋常高等小学校となる[1]。
- 1929年（昭和4年） - 栄生小学校分離[1]。
- 1935年（昭和10年） - 亀島小学校分離[1]。
- 1941年（昭和16年） - 名古屋市則武国民学校と改称[1]。
- 1947年（昭和22年） - 名古屋市立則武小学校と改称[1]。
- 1949年（昭和24年） - 亀島小学校分離[1]。
- 1960年（昭和35年） - 本陣小学校分離[1]。
- 1963年（昭和38年） - 相撲場が設置[1]。
- 2002年（平成14年） - ほのか小学校に統合[2]。